# Adio
Adio är ett skateboardmärke som tillverkar bland annat skor. 
De sponsrar bland andra Bam Margera och Tony Hawk, som har designat några skor. Skateboardlaget startades 1997 av Chris Miller. Teamet består av: Bam Margera, Jeremy Wray, Kenny Anderson, Ed Selego, Danny Montoya, Brian Sumner, Tony Hawk, Shaun White, Alex Chalmers, Isak Karlsson, Steve Nesser. Adio tillverkar också mycket kläder. 